# 霍林河站
霍林河站是位于内蒙古自治区霍林郭勒市沙尔呼热镇霍林河煤田的一个货运铁路车站，邮政编码029208。车站建于1983年，有通霍铁路经过该站，现仅办理货运，不办理客运业务，於2016年11月實施电气化，而電氣化區段亦到此站為止。车站距离通辽站417公里，隶属沈阳铁路局霍林郭勒车务段，是三等站。